# Unter der Haut – Das zweite Leben von Dr. Schoeneich
Der Dokumentarfilm Unter der Haut – Das zweite Leben von Dr. Schoeneich (2003) der Regisseurin Andrea Schramm begleitet den Plastischen Chirurgen Heinrich Schoeneich während eines humanitären Einsatzes in Burma. Der Film erschien 2005 unter dem Titel Die zwei Leben des Dr. Schoeneich auf DVD.

## Inhalt
Neben der Arbeit in seiner Münchner Praxis zieht es Heinrich Schoeneich in eine Welt fernab von Brustvergrößerungen und Lidkorrekturen. Seit zehn Jahren widmet er jährlich drei Monate der Planung humanitärer Hilfseinsätze, reist mit Interplast-Germany unentgeltlich in Länder wie Burma, Afghanistan und Nigeria, um dort Menschen zu operieren, die sich keine rekonstruktiv-chirurgische Behandlung leisten können. Der Film zeigt ihn eingangs in seinem privaten Umfeld, gleich darauf auf dem Weg nach Myitkyina im Norden Burmas, wo Kinder mit schweren Verbrennungen und entstellenden Fehlbildungen bereits zu Hunderten auf ihn warten. In dem ehemaligen Rebellengebiet angekommen, dokumentiert die Kamera einfühlsam alle Aspekte seines zweiwöchigen Einsatzes, vom Umgang mit seinen Patienten und Kollegen, über Stromausfälle, Fallbesprechungen bis hin zu intimen Momenten des Rückzugs und der Introspektion. In Interviews mit dem Protagonisten, seiner Frau Sima und weiteren Mitstreitern, sucht und findet die Regisseurin die Beweggründe für dieses „zweite Leben des Dr. Schoeneich“, einem unbeirrbaren Engagement, für das sich der Chirurg in Deutschland oft rechtfertigen muss.

## Produktion
Der Film wurde in Co-Produktion mit dem Bayerischen (BR) und dem Westdeutschen Rundfunk (WDR) produziert. Redakteurin für den BR war Brigitte Schroedter, Redakteur für den WDR Enno Hungerland. Sprecherin war Juliane Köhler, Sprecher Hans-Jürgen Stockerl. Die Uraufführung des Films fand am 29. Juli 2002 in München statt, das offizielle Erscheinungsjahr ist 2003.

## Titel
Der Titel des Films wurde in Presse und Medien unterschiedlich zitiert. So führt ihn die Website der Regisseurin Schramm&Matthes-Film als Unter der Haut – Das zweite Leben von Dr. Schoeneich (2003), die Deutsche Digitale Bibliothek als Unter der Haut – Das zweite Leben des Dr. Schoeneich, der Webauftritt des Protagonisten listet ihn mit Unter die Haut – Die zwei Leben des Dr. Schoeneich und die Homepage der Produktionsfirma Kick Film stellt ihn als Die zwei Leben des Dr. Schoeneich und dem englischen Titel The Two Lifes of Dr. Schoeneich (2005) vor.

## Sendetermine
Der Film wurde 2003 auf Phoenix und vom Bayerischen Rundfunk (BR) ausgestrahlt. Die ARD/ONE zeigte ihn 2012.

## Kritik
Die Frankfurter Allgemeine Zeitung (FAZ) befand, diese Dokumentation beleuchte die „zweite Seele“ eines Menschen, auf dessen Leben diese Gespaltenheit zuträfe wie auf wenige: Heinrich Schoeneich. Die Kamera nähere sich seinen burmesischen Patienten behutsam, in respektvoller Distanz und trotzdem schonungslos. Sie zeige dabei das Leid in einem Ausmaß, dessen ein einzelner Arzt und sein Team niemals Herr werden könne. Schoeneich selbst gäbe der „Tropfen auf den heißen Stein“ das positive Lebensgefühl, das er benötige, um in München an der „Verschönerung“ hiesiger Körper zu arbeiten. Wie lange er jedoch diesen inneren Konflikt noch aushielte, wisse er nicht – auch dies fasse der Film eindringlich in Bilder.
Die Westdeutsche Allgemeine Zeitung (WAZ) hob hervor, der Film erzähle nicht tränendrüsendrückend die Geschichte vom Arzt als Übermenschen, sondern erreiche die Zuschauer feinfühlig und auf tiefe Weise. Er zeige, dass Helfen möglich sei und erinnere daran ohne zu belehren.